# 小夏 (漫画家)
小夏（こなつ、4月20日 - ）は、日本の漫画家。沖縄県出身。血液型A型。デビュー作は『秘密の言葉 私の大切なふるさと』。

## 略歴
- 2011年 - 第515回別マまんがスクールデビュー賞受賞。受賞作である『秘密の言葉 私の大切なふるさと』でデビューした。

## 作品リスト
全て集英社、マーガレットコミックス（DIGITAL）から刊行されている。
- 野獣彼女（2013年2月25日発売[2]、ISBN 978-4-08-846899-0）
  - 野獣彼女（『別冊マーガレットsister』2012年8月増刊号）
  - オオカミ彼氏（『別冊マーガレット』2012年11月号別冊ふろく『別マTWO』vol.5 - 12月号別冊ふろく『別マTWO』vol.6）
  - おんなじ目線[3]（『別冊マーガレット』2012年3月号別冊ふろく『別冊マーガレットROOKIES!〜学校の○○で〜』[4]）
  - ビアンカ（『ザ マーガレット』2011年10月号）
  - チムドンドン[5]（『別冊マーガレット』2012年1月号別冊ふろく『BETSUMA JAPAN!』）
  - 僕のキライなアクマ（『別冊マーガレット』2013年2月号別冊ふろく『bianca』2 1/2号）
- シックスティーン症候群(シンドローム) （2013年、全2巻）
- R17 (レイテッドセブンティーン)（2014年、全1巻）
- 一ノ瀬くんは興奮できない[6]（『マーガレットchannel』2017年12月15日配信[7] - 2019年、『ザ マーガレット』2018年2月号[7]、4月号、全14巻）
  1. 2018年7月25日発売[8]
  2. 2018年7月25日発売[9]
  3. 2018年10月25日発売[10]
  4. 2018年10月25日発売[11]
  5. 2018年10月25日発売[12]
  6. 2019年4月25日発売[13]
  7. 2019年5月24日発売[14]
  8. 2019年5月24日発売[15]
  9. 2019年5月24日発売[16]
  10. 2019年12月25日発売[17]
  11. 2019年12月25日発売[18]
  12. 2019年12月25日発売[19]
  13. 2019年12月25日発売[20]
  14. 2019年12月25日発売[21]
- 完全ニャる飼育[22]（2021年 - 2022年、全19巻）
  1. 2021年8月25日発売[23]（『Cocohana』2021年4月号[24]）
  2. 2021年8月25日発売[25]（『Cocohana』2021年5月号）
  3. 2021年8月25日発売[26]（『Cocohana』2021年6月号）
  4. 2021年8月25日発売[27]（『Cocohana』2021年7月号）
  5. 2021年8月25日発売[28]（『Cocohana』2021年8月号）
  6. 2021年9月24日発売[29]（『Cocohana』2021年9月号）
  7. 2021年10月25日発売[30]（『Cocohana』2021年10月号）
  8. 2021年11月25日発売[31]（『Cocohana』2021年11月号）
  9. 2022年1月25日発売[32]（『Cocohana』2022年1月号）
  10. 2022年2月25日発売[33]（『Cocohana』2022年2月号）
  11. 2022年4月1日発売[34]（『Cocohana』2022年3月号）
  12. 2022年4月25日発売[35]（『Cocohana』2022年4月号）
  13. 2022年5月25日発売[36]（『Cocohana』2022年5月号）
  14. 2022年6月23日発売[37]（『Cocohana』2022年6月号）
  15. 2022年7月25日発売[38]（『Cocohana』2022年7月号）
  16. 2022年8月25日発売[39]（『Cocohana』2022年8月号）
  17. 2022年9月22日発売[40]（『Cocohana』2022年9月号）
  18. 2022年10月25日発売[41]（『Cocohana』2022年10月号）
  19. 2022年11月25日発売[42]（『Cocohana』2022年11月号[43]）
- 十羽子さんの背中は広い（『Cocohana』2024年3月号[44] - 2025年7月号[45]、既刊2巻）
  1. 2024年8月23日発売[46][47]、ISBN 978-4-08-843034-8
  2. 2025年1月23日発売[48]、ISBN 978-4-08-843094-2

### イラスト
- （タイトルなし）[49]（『Cocohana』2022年1月号別冊ふろく『ココハナ創刊10周年 ANNIVERSARY BOOK』）

### 単行本未収録作品
- 秘密の言葉 私の大切なふるさと（『別冊マーガレットsister』2011年9月増刊号、デビュー作）
- フレネミーの憂鬱（『ザ マーガレット』2012年10月号）
- 三神くんのヒミツ[50]（『別冊マーガレットsister』2014年11月増刊秋号）
- 好きなのにっ（『別冊マーガレット』2015年7月号別冊ふろく『dcolle』3号）
- シュガー×シュガー（『別冊マーガレット』2015年12月号別冊ふろく『dcolle』8号）
- やっぱり大キライ（『別冊マーガレットsister』2016年5月増刊号 春フェスVOL.1 - 7月増刊号 春フェスVOL.3）
- 放課後クローニー[51]（『別冊マーガレットsister』2017年1月増刊号 冬フェスVOL.1）
- 先生と言われるほどの馬鹿でなし[52]（『Cocohana』2020年9月号）
- 完全ニャる飼育 番外編（『ザ マーガレット』2022年夏号）
- まずは、ほこりを落としませんか（『Cocohana』2023年3月号）

## 関連人物
- 美森青[53] - アシスタント経験先。